# Konferenzen von Chantilly
Die Konferenzen von Chantilly waren mehrere Konferenzen der Entente während des Ersten Weltkriegs. Sie fanden 1915 und 1916 im französischen Chantilly im dortigen Schloss statt, wo sich von Ende 1914 bis Anfang 1917 das Grand Quartier Général der französischen Streitkräfte befand. Die Konferenzen waren bedeutsam bei der Vorbereitung der alliierten Sommeroffensiven 1916 sowie der Frühjahrsoffensive an der Westfront 1917.

## Geschichte
Zu Beginn des Ersten Weltkriegs gab es auf Seiten der Triple Entente noch keinen etablierten Mechanismus für Konsultationen auf höchster politisch-militärischer Ebene. Besuche und Treffen einzelner Minister und Militärs fanden eher sporadisch und als Reaktion auf akute Krisen statt. Hierzu zählen der Besuch des britischen Kriegsministers Lord Kitchener in Paris im September 1914, der Besuch des französischen Kriegsministers Alexandre Millerand in London im Januar 1915, die Frankreichreise des britischen Premierministers Herbert Henry Asquith im Mai/Juni 1915 und das Treffen des britischen Munitionsministers David Lloyd George mit seinem französischen Amtskollegen in Boulogne im Juni 1915. Im Lichte der komplizierten Kriegssituation schien es im Sommer 1915 erforderlich, die gemeinsamen Maßnahmen unter Einbeziehung aller wichtigen Alliierten effektiver zu koordinieren. In der Folge wurde für den 6. Juli eine erste offizielle gegenseitige britisch-französische Regierungskonsultation in Calais vereinbart.

### Erste Chantilly-Konferenz, Juli 1915
In der Folge dieses Treffens fand am folgenden Tag, dem 7. Juli 1915 die erste Chantilly-Konferenz statt. An ihr nahmen militärische Vertreter der Entente-Mächte Großbritannien, Frankreich, Russland, Italien, Belgien und Serbien teil. Geleitet wurde die Konferenz vom französischen Kriegsminister Millerand, die wichtigsten Teilnehmer waren der französische Oberbefehlshaber Joseph Joffre und John French für die B.E.F. und sein Stabschef William Robertson. Belgien war durch Generalmajor Félix Wielemans vertreten, Russland, Italien und Serbien durch die Obersten Ignatjew, di Breganze und Stefanović.
Auf dieser Konferenz wurden noch keine schwerwiegenden Entscheidungen getroffen oder konzertierte Aktionen verabredet. Italien sollte den Druck auf Österreich-Ungarn an der Isonzofront aufrechterhalten, während Großbritannien und Frankreich ihre Herbstoffensive an der Westfront vorbereiteten. Auch Serbien sollte aktiv bleiben. Russland war durch die Erfolge der Mittelmächte seit der Schlacht bei Gorlice-Tarnów im Frühjahr 1915 in der Defensive und sollte zunächst seine Kräfte wieder konsolidieren. Die Rücksicht auf nationale Befindlichkeiten und die sehr unterschiedlichen Gegebenheiten an den einzelnen Fronten verhinderten vorerst eine effektivere Planung der Koalitionskriegsführung.

### Zweite Chantilly-Konferenz, Dezember 1915
Die zweite Chantilly-Konferenz fand vom 6. bis 8. Dezember 1915 statt und folgte wiederum einem britisch-französischen Regierungstreffen in Calais (vom 5. Dezember). Auf dieser Konferenz wurde erstmals die Anstrengung unternommen, die gemeinsame Kriegsführung auf längere Sicht zu planen. Die Kriegslage hatte sich inzwischen äußerst negativ für die Alliierten entwickelt. Die russische Armee stand nach dem „Großen Rückzug“ vor einer kompletten Reorganisation. Serbien war durch den Serbienfeldzug der Mittelmächte vorerst aus dem Spiel. Das britisch-französische Gallipoli-Unternehmen hatte mit einem spektakulären Fehlschlag geendet, und auch die Herbstoffensiven an der Westfront in der Champagne und im Artois hatten nicht die erhofften Erfolge gebracht. Für das bevorstehende Jahr 1916 schien es also dringend erforderlich, von einer durch nationale Interessen bestimmten Strategie zu einer echten koordinierten Strategie überzugehen.
Auf dieser dreitägigen Konferenz waren die wichtigsten Teilnehmer General Joffre, Feldmarschall French für die B.E.F. und Generalleutnant Archibald Murray als Chef des Imperialen Generalstabs (beide noch im selben Monat von ihren Posten abgelöst), General Jakow Schilinski für die russische Armee, General Carlo Porro für Italien, General Wielemans für Belgien und Oberst Stefanović für Serbien. General Joffre empfing die Delegierten der anderen Länder mit einem vorbereiteten Memorandum, das ungeteilte Zustimmung fand. Er sah vor, zum baldmöglichsten Zeitpunkt, d. h. wenn die beteiligten Armeen ihre diesbezüglichen Vorbereitungen abgeschlossen hätten, an allen Hauptfronten (der West-, Ost- und Italienischen Front) koordinierte Großoffensiven zu beginnen. Joffre hoffte, dass insbesondere an der Ostfront, wo die Befestigungen der Frontlinie weniger stark ausgebaut und die Kräfte der Gegner weniger konzentriert als an der Westfront waren, die Entwicklung zu einem strategischen Durchbruch möglich wäre. Hierzu wäre es für die westlichen Partner der Allianz nötig, die russische Armee nach ihren großen Verlusten an Material im Herbst 1915 mit allen von ihr benötigten Militärgütern auszurüsten. Bis zur Ausführung dieses Plans sollten energische Anstrengungen unternommen werden, die Kräfte der Gegner durch Abnutzung zu schwächen. Für die geplanten Offensiven sollten große Vorräte an Material und Munition angelegt werden.
Joffre sah es ferner als gegeben an, dass nach der Liquidierung des Dardanellen-Unternehmens und der schweren Niederlage Serbiens eine fortgesetzte Militärpräsenz der Alliierten im Balkanraum (an der Salonikifront) von strategischem Vorteil wäre. Hierüber bestand jedoch keine Einigkeit mit dem Hauptpartner Großbritannien. Griechenland und Rumänien sollten mit allen möglichen Mitteln zu einem Kriegseintritt auf Seiten der Entente angespornt werden. Die serbische Armee sollte sich, wenn möglich, mit Unterstützung des in Albanien stehenden italienischen Expeditionskorps an der Adriaküste behaupten. Die aus Gallipoli abgezogenen britischen Kräfte sollten am Suez-Kanal eine unüberwindbare Verteidigung aufbauen und sich in Ägypten auf eine spätere aktive Wiederverwendung vorbereiten.
Das Resultat der ambitionierten Pläne Joffres waren die gewaltigen Großoffensiven des Sommers 1916 im Süden der russischen Front (Brussilow-Offensive) und an der Somme, die den Alliierten wieder die Initiative brachten. Ursprünglich war geplant gewesen, die koordinierten Offensiven bereits im Frühjahr 1916 beginnen zu lassen, was jedoch durch die Eröffnung der Schlacht um Verdun durch die Deutschen Ende Februar verhindert wurde. General Schilinski hatte in Chantilly (in Erinnerung an die Offensiven der Mittelmächte im Osten in der zweiten Jahreshälfte 1915) für solch einen Fall vorgeschlagen, den oder die bedrängten Verbündeten durch Angriffe an anderen Fronten zu entlasten. Diese Vereinbarung löste nun die Schlacht am Naratsch-See und die Fünfte Isonzoschlacht aus.

### Dritte Chantilly-Konferenz, März 1916
Eine dritte interalliierte Militärkonferenz in Chantilly fand am 12. März 1916 statt und befasste sich mit Änderungen der Pläne der zweiten Konferenz vom Dezember 1915 im Lichte des deutschen Großangriffs bei Verdun. Die wichtigsten Teilnehmer waren Joseph Joffre und Douglas Haig, der Feldmarschall French im Dezember 1915 nachgefolgt war.

### Vierte Chantilly-Konferenz, November 1916

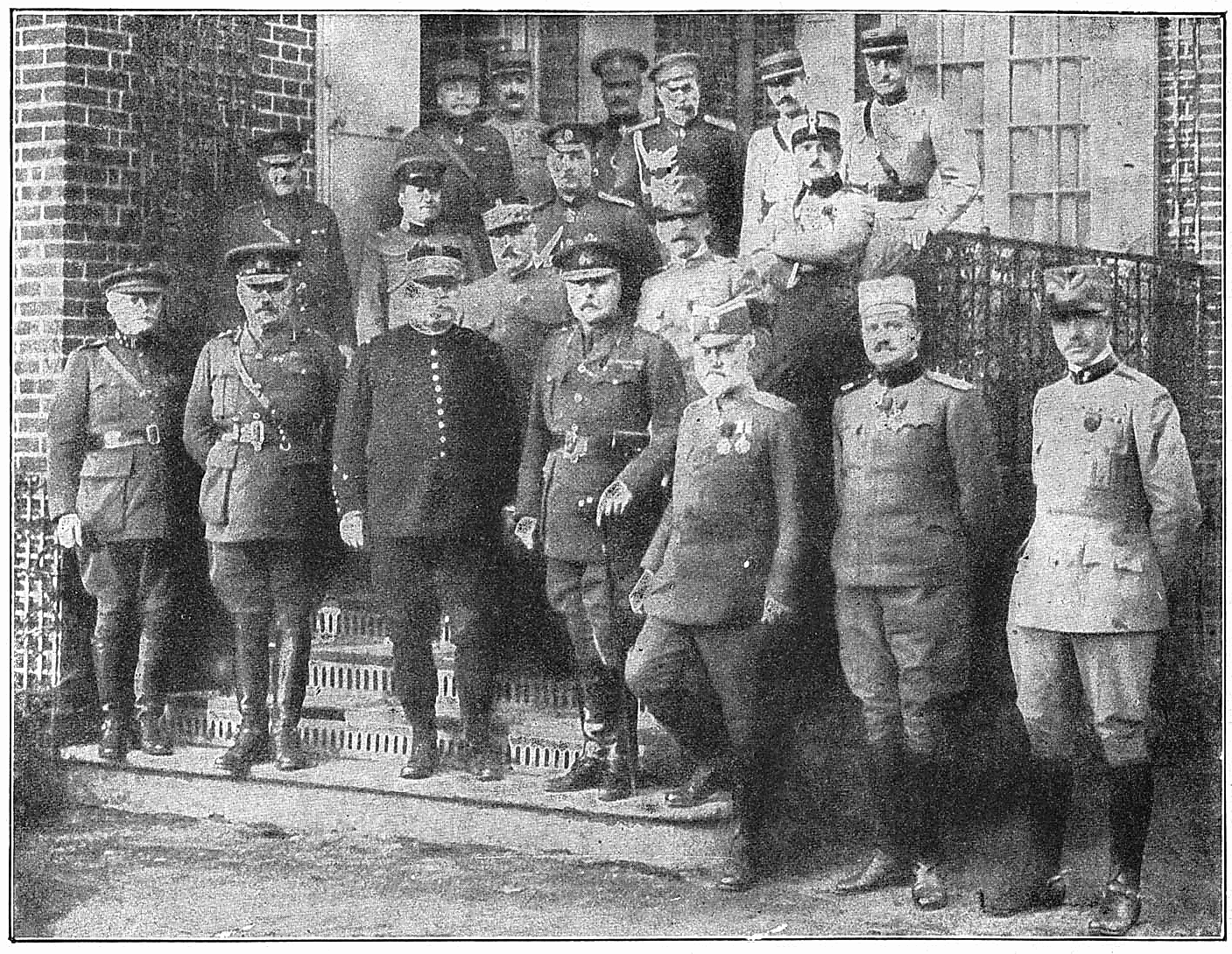
Teilnehmer der Konferenz vom November 1916

Die vierte Chantilly-Konferenz fand am 15. November 1916 – parallel zu einer Regierungskonferenz in Paris – statt und hatte Planungen für das Kriegsjahr 1917 zum Inhalt. Sie war die letzte alliierte Konferenz, auf der Frankreich durch General Joffre vertreten wurde. Joffre wollte für das kommende Frühjahr eine französische Offensive zwischen Somme und Oise, die von den Briten zwischen Bapaume und Vimy unterstützt werden sollte. Später würden die Franzosen an der Aisne angreifen. Die Angriffe sollten so zeitig im Jahr wie möglich beginnen, um ein Zuvorkommen durch die Deutschen mit einem eigenen Angriff wie Anfang 1916 zu verhindern. Die Briten stimmten diesen Plänen schließlich zu, obwohl sie lieber in Flandern angegriffen hätten, um die dortigen deutschen U-Boot-Basen zu neutralisieren.
Letztlich würde aber nicht Joffre, sondern der aufstrebende General Robert Nivelle, der Joffre im Dezember ablöste, die nach ihm benannte Offensive an der Aisne und in der Champagne (Schlacht an der Aisne) führen, unterstützt von einer britischen Offensive bei Arras. Der deutsche Rückzug in die Siegfriedstellung im Bereich der Somme im März 1917 (Unternehmen Alberich) machte die von Joffre bevorzugte Erneuerung der Angriffe an der Somme hinfällig.
Die Konferenz stand auch im Zeichen des zeitweiligen Sieges der „Westerners“ innerhalb der britischen militärisch-politischen Führung, geführt von Haig und Robertson, gegen die politische Führung des Premierministers Asquith, der wenige Wochen später zurücktrat. Die Beschlüsse waren praktisch ein Spiegelbild der Konferenz vom Dezember 1915, mit etwas verschobener Betonung auf einer militärischen Entscheidung an der Westfront. Eine für Ende des Jahres geplante politisch-militärische Konferenz in Petrograd, die unter anderem über die russische Beteiligung an den Frühjahrsoffensiven 1917 beraten sollte, fand erst im Januar und Februar 1917 statt, als die Krise des russischen Staats bereits weit fortgeschritten und eine baldige Revolution absehbar war. Zu einer russischen Offensive im Frühjahr 1917 kam es aufgrund der Februarrevolution letztlich nicht, die im Januar stattfindenden Schlachten an der Aa hatten eher lokal begrenzten Charakter. Die Koordination der alliierten Kriegspläne gelang unter anderem aufgrund der Ereignisse in Russland und der mehrmonatigen Paralysierung der französischen Armee nach den während der Nivelle-Offensive begonnenen Meutereien im Jahr 1917 schlechter als noch im Vorjahr.